# Parc national de Murlen
Le parc national de Murlen est situé dans l'État du Mizoram en Inde.